# Turów Zgorzelec
O Koszykarski Klub Sportowy Turów Zgorzelec S.A, também conhecido por PGE Turów Zgorzelec por motivos de patrocinadores, é um clube profissional de Basquetebol localizado em Zgorzelec, Polónia que atualmente disputa a Liga Polonesa (PLK). Manda seus jogos na PGE Turów Arena com capacidade para 3.550 pessoas. 

## Histórico de temporadas
| Temporada | Nível | Liga | Pos. | V/D   | PL   | Resultado         | Copa da Polônia   | Competições europeias |
| --------- | ----- | ---- | ---- | ----- | ---- | ----------------- | ----------------- | --------------------- |
| 2010-11   | 1     | PLK  | 2    | 15-7  | 10-9 | Finalista         | Semifinalista     |                       |
| 2011-12   | 1     | PLK  | 1    | 16-12 | 4-4  | Semifinais        | Semifinalista     | 2 Eurocopa TR         |
| 2012-13   | 1     | PLK  | 1    | 23-9  | 6-5  | Finalista         | Semifinalista     | R Liga Unida 8        |
| 2013-14   | 1     | PLK  | 1    | 18-4  | 10-2 | Campeão           | Finalista         | R Liga Unida 7        |
| 2014-15   | 1     | PLK  | 1    | 23-7  | 8-5  | Finalista         | Quartas de finais | 1 EuroLiga TR         |
| 2014-15   | 1     | PLK  | 1    | 23-7  | 8-5  | Finalista         | Quartas de finais | 2 EuroCopa OF         |
| 2015-16   | 1     | PLK  | 9    | 16-16 |      |                   |                   | 3 Copa Europeia TR    |
| 2016–17   | 1     | PLK  | 10   | 17-15 |      |                   |                   |                       |
| 2017–18   | 1     | PLK  | 8    | 18-14 | 0-3  | Quartas de finais | Semifinalista     |                       |

fonte:eurobasket.com

## Artigos relacionados
- Liga Polonesa de Basquetebol
- Seleção Polonesa de Basquetebol